# Genes & Immunity
Genes & Immunity è una rivista scientifica sottoposta a revisione paritaria, che tratta gli aspetti comuni dell'immunologia e della genetica. Fondata nel 1999, è pubblicata otto volte all'anno dalla Springer Nature.
Il caporedattore è il Prof. Abhishek D. Garg (KU Leuven).
Secondo il Journal Citation Reports, mel 2023 Genes & Immunity ha ricevuto un fattore di impatto pari a 5,0, collocandosi al 47º posto fra 181 riviste nella categoria immunologica e al 26º posto fra 191 presenti nella categoria "Genetica ed ereditarietà". Al 2025 ha avuto un indice H pari a 111.